# Toxicophilie
 (décembre 2011).
Si vous disposez d'ouvrages ou d'articles de référence ou si vous connaissez des sites web de qualité traitant du thème abordé ici, merci de compléter l'article en donnant les références utiles à sa vérifiabilité et en les liant à la section « Notes et références ».
Le terme toxicophilie est un néologisme issu du monde scientifique et provenant de l'association des mots grecs Toxikόn, poison et Philein, aimer : il s'agit d'une tendance plus importante que la moyenne à utiliser des drogues ou toute substance dont l'utilisation chronique constitue une addiction (alcool, cocaïne, médicament, etc).
Par opposition à la toxicomanie, qui inclut une dépendance physique et psychique et notamment l'apparition d'un syndrome de sevrage à l'arrêt de la substance, la toxicophilie représente un stade moins évolué de l'addiction, où la composante majoritaire de la dépendance est psychique.
En médecine, par exemple, on parle du risque de développer une toxicophilie à certains médicaments comme les Benzodiazépines chez des patients souffrant de troubles anxieux, le médicament est alors décrit comme possédant des propriétés toxicophiliques.